# Sanya Thammasak
Sanya Thammasak (thaï : สัญญา ธรรมศักดิ์ ; écrit aussi Sanya Dharmasakti), né le 5 avril 1907 à Thonburi (Bangkok), et mort le 6 janvier 2002 dans la même ville, est un avocat et homme d'État thaïlandais, douzième Premier ministre du 14 octobre 1973 au 15 février 1975.
Après avoir été président de la Cour suprême entre 1963 et 1967, il est nommé Premier ministre à la suite de la démission de Thanom Kittikhachon.
Il est ensuite nommé président du Conseil suprême de l'État en décembre 1975.